# كارلا هيوستن
كارلا هيوستن (بالإنجليزية: Karla Huston)‏ (1949)؛ كاتِبة وشاعرة أمريكية.